# Mniszek (roślina)

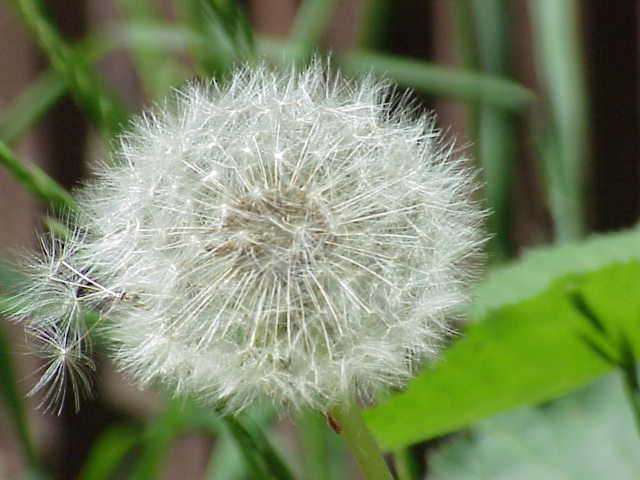
Owoce mniszka pospolitego

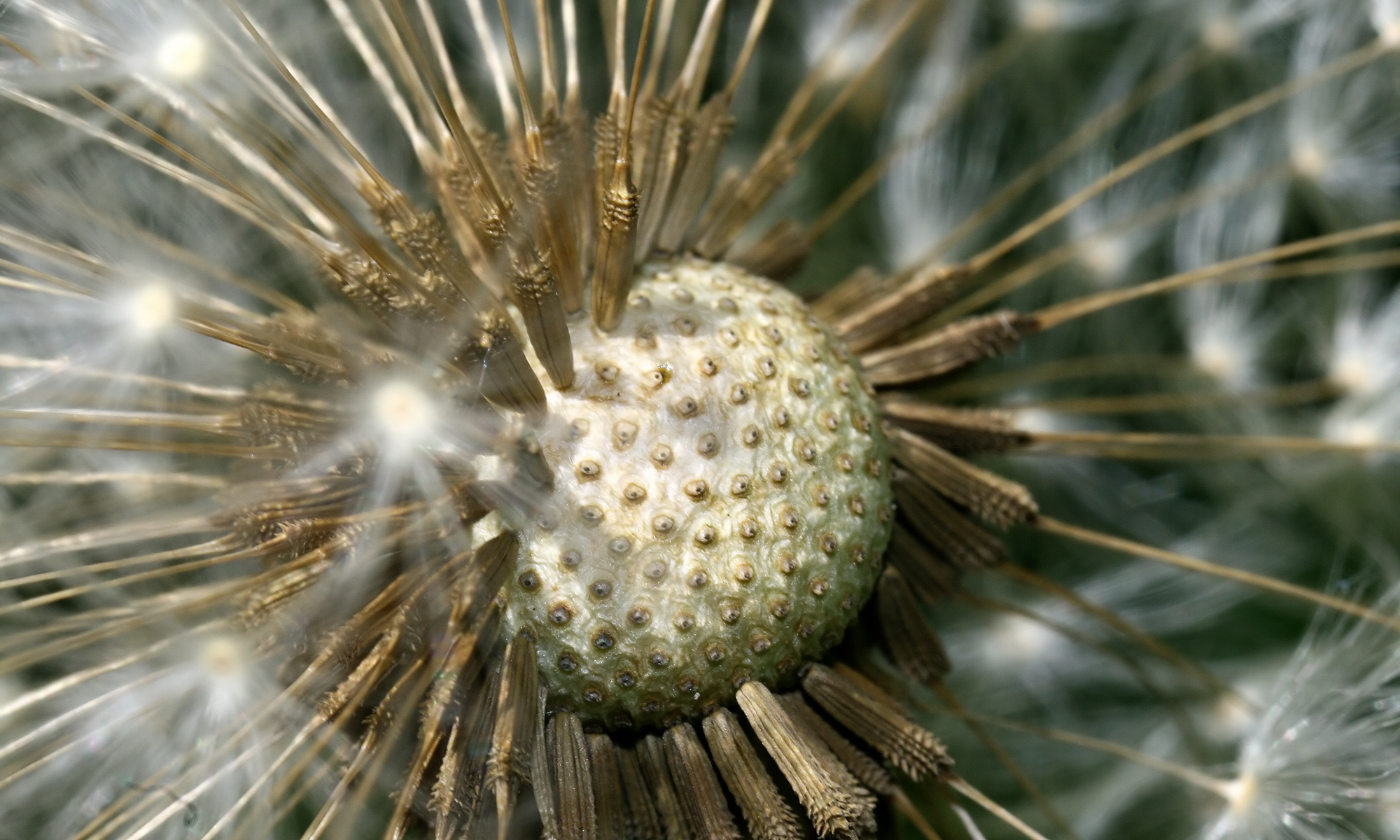
Owoce mniszka pospolitego w zbliżeniu

Mniszek (Taraxacum F.H. Wigg.) – takson krytyczny w randze rodzaju z rodziny astrowatych (Asteraceae). Liczy ponad 3500 mikrogatunków na całej kuli ziemskiej. W Polsce występuje ok. 400 drobnych gatunków, rozpoznawanych tylko przez specjalistów taraksakologów. Gatunki te zebrane są w sekcje, które w popularnych opracowaniach z grubsza odpowiadają gatunkom zbiorowym. Ze względu na pewne podobieństwo morfologiczne bywa mylony z mleczem.

## Występowanie
Rodzaj ma zasięg kosmopolityczny – występuje na całym świecie. Największe zróżnicowanie gatunkowe występuje w strefie klimatu umiarkowanego oraz w górach.

## Morfologia
ŁodygaNierozgałęziony głąbik bez podsadki.
LiścieWszystkie liście w różyczce liściowej. Mają bardzo zróżnicowany kształt – od pojedynczych całobrzegich do pierzasto-dzielnych. Przez środek liścia biegnie główna żyła mleczna.
KwiatyZebrane w pojedynczy koszyczek na szczycie dętej szypuły. Wszystkie kwiaty w koszyczku są kwiatami języczkowymi. Kielich przekształcony w pojedyncze włoski puchu kielichowego. W dnie koszyczka brak plewinek. Okrywa koszyczka składająca się z kilku szeregów listek, ustawienie zewnętrznych listków okrywy koszyczka jest ważną cechą diagnostyczną.
OwocNiełupka z wyrostkiem zakończonym parasolowato rozłożonymi włoskami puchu kielichowego, rozsiewana głównie przez wiatr.
KorzeńKorzeń gruby, palowy, bez cech diagnostycznych.

## Biologia
Przeważnie są roślinami apomiktycznymi. Podstawowa liczba chromosomów x=8. Bardzo częste są triploidy. Zawierają sok mleczny.

## Ewolucja
Za kolebkę rodzaju Taraxacum uważany jest rejon Centralnej Azji, zaś na temat czasu powstania tego rodzaju istnieją dwie hipotezy, mówiące, że rodzaj wyewoluował w pierwszej połowie miocenu lub w kredzie.
Niezależnie od czasu i miejsca powstania, w dalszym różnicowaniu ważną rolę odegrały procesy hybrydyzacji i poliploidyzacji, których wynikiem było pojawienie się diplosporii z partenogenetycznym rozwojem zarodka i autonomicznym powstaniem bielma. Z kolei powstała apomiksja pomogła utrwalić liczne mieszańce i mutacje.
Taki obraz ewolucji jest dodatkowo zaciemniany przez to, że:
- większość przedstawicieli rodzaju może produkować żywotny i zredukowany pyłek, który może zapylać seksualne diploidy lub tetraploidy,
- apomiktyczne poliploidy mogą czasami tworzyć zdolne do zapłodnienia (zredukowane, bądź nie) komórki jajowe, czego efektem jest powstanie mieszańców (nawet przy całkowitym brak taksonów seksualnych)[5].

W efekcie wyciąganie wniosków na podstawie badań molekularnych jest bardzo trudne, zaś opieranie się na morfologii czy cytologii także może łatwo prowadzić do błędnych wniosków. Drugie założenie opiera się na stwierdzeniu, że najstarsze filogenetycznie są sekcje rozmnażające się wyłącznie w sposób płciowy i jednocześnie mające takie cechy prymitywne jak:
- diploidalna liczba chromosomów,
- przylegające, szerokojajowate i wyraźne obrzeżenie listków okrywy koszyczka,
- całobrzegie lub słabo podzielone liście,
- gładkie, duże i nieliczne niełupki w koszyczku,
- zabarwiony puch kielichowy,
- brak lub krótki dzióbek w niełupce,
- brak lub krótka piramidka w niełupce oraz
- mały, reliktowy zasięg.

W obrębie rodzaju wprowadzono podział na:
- sekcje prarodzicielskie – najstarsze, rozmnażające się płciowo i o prymitywnych cechach (np. Biennia, Dioszegia, Glacialia, Piesis, Primigenia);
- sekcje prekursorskie – pośrednie, o prymitywnym planie budowy, ze znaczną liczbą tetraploidalnych gatunków apomiktycznych (np. Arctica, Borealia, Erythrocarpa, Macrocornuta, Mongolica, Orientalia, Tibetana);
- sekcje pochodne – filogenetycznie najmłodsze, w większości apomiktyczne (np. Alpestria, Alpina, Calanthodia, Coronata, Erythrosperma, Oligantha, Palustria, Parvula, Taraxacum, Scariosa, Sonchidium).

Pomiędzy plejstocenem a holocenem doszło do powstania mieszańców, które dały początek większości współczesnych sekcji. Przypuszcza się, że niektóre grupy apomiktyczne mogły powstać bez jakiegokolwiek udziału procesów płciowych, wyłącznie na drodze mutacji i apomiksji (np. Hamata).

## Nazewnictwo
Rodzajowa nazwa naukowa Taraxacum pojawia się w piśmiennictwie średniowiecznym i pochodzi prawdopodobnie z arabskiego tharakchakon, co oznacza roślinę o gorzkim smaku. Innym możliwym źródłosłowem jest grecka nazwa zapalenia oczu – taraksis, na które miał być stosowany.
Istnieje szereg propozycji pochodzenia nazwy łacińskiej:
- z perskiego poprzez arabskie „tharakchakon” (nazwa gorzkiej rośliny) – najczęstsza,
- arabskie „tarachakum” (dzika wiśnia),
- arabskie „tarakhshaqun” (dzika cykoria),
- arabskie „tharachschakuh”, „talkh chakok” lub „tarashqun” (gorzkie ziele),
- greckie „taraxis” (choroba oczu),
- greckie „tarassen” lub „tarasos” (zaburzenie),
- greckie „trogimon” (jadalne) + „akeomai” lub „akos” (lekarstwo).

Polskie nazwy nawiązujące do głowy mnicha lub popa są kalką językową nazwy caput monachi, którą nadał Otto Brunfels w 1530. Bierze się ona z wyglądu dna koszyczka po zdmuchnięciu owoców – białego i nagiego, otoczonego wieńcem zeschłych listków okrywy, co przypomina tonsurę.
Różne inne nazwy spotyka się w różnych regionach Polski:
- lwi/wilczy ząb (dawna kalka językowa; powcinane liście),
- jaskier (od „jaskry” bardzo jasny, rażący blaskiem; kwiatostan),
- kniat (od „niecić” rozpalać ogień; kwiatostan),
- ogniszczka (kwiatostan),
- wołowe/wole/bole oczka/oczy (kalka z niemieckiego; kwiatostan),
- popia/mnisza główka/łysina, mnich, pop, ksiądz (kalka ze średniowiecznej łaciny; wygląd owocostanu po wysianiu nasion przypominający tonsurę),
- świni pysk (dawna kalka z niemieckiego; niedojrzały owocostan przypomina pysk świni),
- dmuchacz, dmuchajek, dmuchawa, dmuchawiec, dmuchawka, dmuchnik, dmuchówka, podmuch, zdmuchawnik (dojrzały owocostan),
- dętki (dojrzały owocostan),
- pępawa, pąpawa, papawa, pompawa, pępała, pympała (prasłowiańskie „*pǫp-” oznaczające nabrzmienie, napęcznienie; dojrzały owocostan),
- gęsiatka (owocostany puszyste jak pisklęta gęsi),
- buława hetmańska (dojrzały owocostan wraz z szypułą),
- kulbaba (zapożyczenie z ukraińskiego; po podłużnym naderwaniu szypuły, paski skręcają się),
- męska stałość (nietrwałość owocostanów powiązana z niestałością męskich uczuć),
- mlecz, mlecz lekarski (ze względu na właściwości lecznicze), świni/świński (służył jako pasza dla świń) mlecz, mleczaj, mleczak, mlecznica, mlecznik, boża krówka, maślak (biały sok przypominający mleko),
- maik, maiczek, maj, majka, mojka, mejka, majówka (pora kwitnienia),
- dziad czy baba (dziecięce zabawy i wróżby: „Jeśli [po zdmuchnięciu] utrzyma się kępka puchu, to jest baba [...], jeśli cały puch zostanie zdmuchnięty, będzie to (łysy) dziad [...]”[11]),
- jastrzębiec (podobieństwo do rodzaju jastrzębiec),
- podróżnik, podróżnik pospolity, podróżnik mleczowaty, przydrożnik, przydróżnik (pospolitość występowania przy drogach lub podobieństwo do cykorii podróżnik),
- brodawnik, kurzajek, brodawnik pospolity, brodawnik mleczkowaty/mleczowaty/mleczowy (sok wykorzystywany przeciwko brodawkom i kurzajkom),
- nieżyt (wykorzystywany w chorobach układu pokarmowego),
- ślepota (w dawnym zielarstwie lek na ślepotę, ale też jaskrawa barwa kwiatów, która oślepia),
- cykoria, dzika cykoria, cykoria żółta, korzeń św. Piotra (korzeń jako namiastka cykorii),
- kaczyniec (pokarm dla kaczek),
- żabi kwiat.

## Systematyka
Systematyka mniszków jest skomplikowana i cały czas aktualizowana z następujących powodów:
- detali odróżniających poszczególne gatunki przy wspólnym, ogólnym planie budowy[13],
- współwystępowanie rozmnażania płciowego i bezpłciowego[14],
- hybrydyzacji[14][15],
- częstej i wielokrotnej poliploidalności[13],
- dużej liczby taksonów[16],
- dużego zasięgu[16][17],
- wyjątkowo dużej plastyczności[16][17],
- ewolucji siateczkowatej/retikularnej[16],
- wysokiego poziomu homoplazji[16].

### Synonimy[3]
Hedypnois Scopoli

### Homonimy[3]
Taraxacum Zinn = Leontodon L.

### Pozycja systematyczna wedługAPweb(aktualizowanysystem APG IIIz 2009)
Angiosperm Phylogeny Website adaptuje podział na podrodziny astrowatych (Asteraceae) opracowany przez Panero i Funk w 2002, z późniejszymi uzupełnieniami. Zgodnie z tym ujęciem rodzaj Taraxacum należy do plemienia Cichorieae Lam. & DC., podrodziny Cichorioideae (Juss.) Chev. W systemie APG III astrowate są jedną z kilkunastu rodzin rzędu astrowców (Asterales), wchodzącego w skład kladu astrowych w obrębie dwuliściennych właściwych.

### Pozycja rodzaju wsystemie Reveala(1993-1999)
Gromada okrytonasienne (Magnoliophyta Cronquist), podgromada Magnoliophytina Frohne & U. Jensen ex Reveal, klasa Rosopsida Batsch, podklasa astrowe (Asteridae Takht.), nadrząd astropodobne (Asteranae Takht.), rząd astrowce (Asterales Lindl.), rodzina astrowate (Asteraceae Dumort.), plemię Taraxaceae D. Don., rodzaj mniszek (Taraxacum F.H. Wigg.).

### SekcjerodzajuTaraxacum[5][21][22][23]
Alpestria*, Alpina*, Antarctica, Arctica, Australasica, Biennia, Borea*, Borealia, Boreigena, Borysthenica, Calanthodia, Celtica*, Confusa, Coronata, Crocea, Cucullata, Dioszegia, Dissecta, Epyramidata, Erythrocarpa*, Erythrosperma*, Fontana*, Glabra, Glacialia, Haemantha, Hamata*, Kashmirana, Leucantha, Macrocornuta, Macrodonta*, Mexicana, Mongolica, Naevosa*, Obliqua, Obovata, Oligantha, Orientalia, Pachera, Palustria*, Parvula, Piesis*, Porphyrantha, Primigenia, Qaisera, Rhodocarpa, Scariosa, Sonchidium, Spectabilia, Stenoloba, Suavia, Subvulgaria, Taraxacum*, Tibetana, Wendelboa
Gwiazdką (*) oznaczono sekcje występujące w Polsce (w zależności od klasyfikacji T. tenebricans do sect. Taraxacum lub sect. Macrodonta jest ich 13 lub 14). Ponadto (w Polsce) sect. Piesis obejmuje jeden gatunek (T. bessarabicum) do tej pory niepotwierdzony. Również do tej pory nie udało się odnaleźć T. praestans z sect. Naevosa (także jedyny w swojej sekcji).
W starszych ujęciach systematycznych sekcja Taraxacum występowała jako Ruderalia. We florze Polski jest ona najliczniejsza w gatunki.

### Wybrane gatunki lub gatunki zbioroweflory Polski[24]
- mniszek alpejski (Taraxacum alpinum (Hoppe) Hegetschw. & Heer) – gatunek zbiorowy
- mniszek bałtycki (Taraxacum balticum Dahlst.)
- mniszek besarabski (Taraxacum bessarabicum (Hornem.) Hand.-Mazz.)
- mniszek błotny (Taraxacum palustre (Lyons) Symons) – traktowany jako gatunek zbiorowy (gatunek w wąskim ujęciu w Polsce nie występuje)
- mniszek czarniawy (Taraxacum nigricans (Kit.) Rchb, syn. Taraxacum alpestre (Tausch) DC.) – czasami traktowany jako gatunek zbiorowy
- mniszek drobny (Taraxacum laevigatum Willd.) DC.) – gatunek zbiorowy
- mniszek lekarski (mniszek pospolity) (Taraxacum officinale F. H. Wigg.) – gatunek zbiorowy
- mniszek nadmorski (Taraxacum balticiforme Dahlst.)
- mniszek nakrapiany (Taraxacum praestans H. Lindb.)
- mniszek pieniński (Taraxacum pieninicum Pawł.) – gatunek endemiczny, zagrożony w Polsce
- mniszek źródliskowy (Taraxacum fontanum) – gatunek zbiorowy

### Inne gatunki (wybór)
- Taraxacum albidum
- Taraxacum japonicum
- Taraxacum obliquum (Fr.) Dahlst. s. s. – mniszek rurkojęzyczkowy
- Taraxacum platyglossum Raunk – mniszek płaskojęzyczkowy
- Taraxacum kok-saghyz – mniszek kok-sagiz, koksagis – występujący w górach Tienszan, zawierający do kilkunastu procent kauczuku w soku mlecznym; czasem jest uprawiany w celu pozyskiwania kauczuku[25]